# Tyazhinsky (huyện)
Huyện Tyazhinsky (tiếng Nga: ? райо́н) là một huyện hành chính tự quản (raion), của Tỉnh Kemerovo, Nga. Huyện có diện tích 3527 km², dân số thời điểm ngày 1 tháng 1 năm 2000 là 34100 người. Trung tâm của huyện đóng ở Tyazhinsky.